# Лань Вей
Лань Вей (7 травня 1968) — китайський стрибун у воду.
Учасник Олімпійських Ігор 1992 року.
Призер Чемпіонату світу з водних видів спорту 1994 року.
Переможець літньої Універсіади 1991 року.